# Коганеј
Коганеј (јап. 小金井市) град је у Јапану у префектури Токио. Према попису становништва из 2005. у граду је живело 114.112 становника.

## Становништво
Према подацима са пописа, у граду је 2005. године живело 114.112 становника.
| 1995.   | 2000.   | 2005.   |
| ------- | ------- | ------- |
| 109.279 | 111.825 | 114.112 |